# Stuart Lancaster (rugbista)
William Stuart Lancaster (Penrith, 9 de octubre de 1969) es un profesor, exrugbista y entrenador británico, que se desempeñaba como ala. Dirigió a la Rosa en los años 2010.

## Biografía
Hijo de una madre escocesa, se crio en el pueblo de Culgaith, asistió a la histórica Escuela St Bees y allí comenzó a jugar rugby, destacando en las juveniles como ala. Al graduarse estudió profesorado de Educación física en el actual Fife College, se recibió en 1991 y comenzó a enseñar en la Escuela Secundaria Kettlethorpe.
En 1999 fue invitado a los Anti-Assassins, un equipo de estrellas para la caridad y jugó un partido con ellos.

## Carrera
Mientras estudiaba en la universidad jugó en el Wakefield RFC (ahora disuelto) hasta 1991, cuando se unió a Leeds Tykes (recién fundado) y allí jugaría hasta su retiro. En 1998 se convirtió en rugbista profesional, luego fue elegido capitán del equipo y lideró a sus compañeros: el irlandés Simon Easterby y el australiano Wendell Sailor.
En 2000 mientras entrenaba, se lesionó gravemente al golpearse con Tom Palmer y arrancarse el tendón de la corva del hueso por completo. Debió finalizar su carrera y retirarse a los 30 años.

### Selección nacional
Gracias a su madre fue seleccionable para Escocia y así representó internacionalmente a la selección juvenil, integrando los entonces planteles M19 y M21. Jamás fue convocado a la selección absoluta.

## Entrenador
Tras su obligado retiro, se hizo entrenador y dirigió las divisiones juveniles de Leeds Tykes durante cinco años. En la temporada 2005-06 la primera descendió de la Premiership Rugby y Lancaster fue nombrado entrenador en jefe para dirigir al equipo en el RFU Championship 2006-07.
En su temporada debut, ya sin contar con los jugadores estrella Iain Balshaw y el neozelandés Justin Marshall, ganó el campeonato y logró el ascenso con 122 puntos. Sin embargo, Leeds Tykes no logró mantener la categoría y descendió al final, habiendo ganado solo dos partidos de 22 y siendo último de la tabla toda la temporada. Lancaster dejó el club y aceptó un trabajo como Director de Elite de la Rugby Football Union.
En septiembre de 2016 Leinster Rugby lo anunció como nuevo entrenador asistente de Leo Cullen. Con el poderoso club irlandés, fue aclamado por los aficionados cuando obtuvo la Copa de Campeones 2018 y también ganó cuatro títulos del United Rugby Championship. En septiembre de 2022, se anunció que Lancaster dejaría el equipo al final de la temporada para marcharse al Racing 92; equipo francés del Top 14.

## Inglaterra

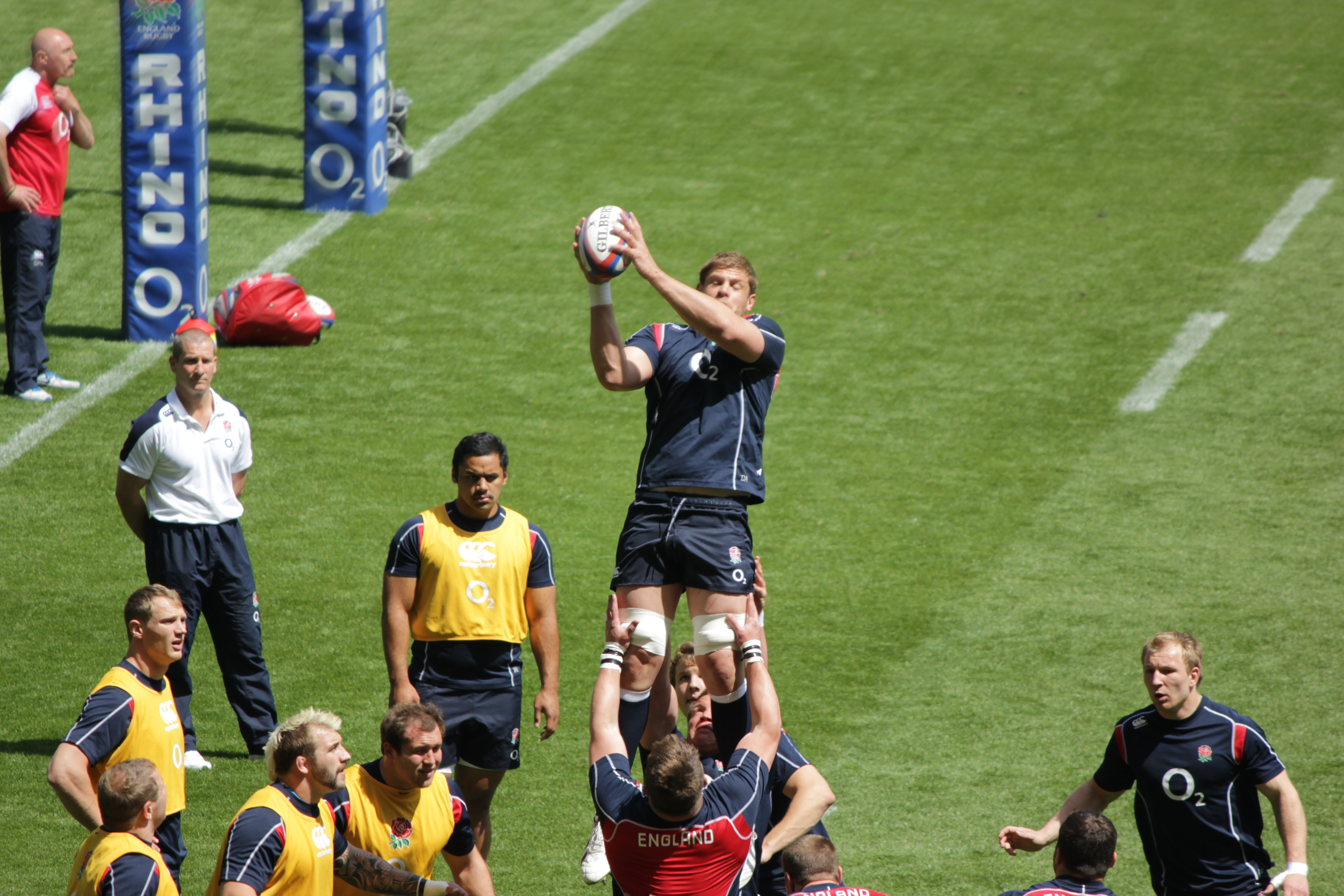
Entrenando a Inglaterra en 2013.

Rob Andrew, dirigente de la RFU en 2008, lo anunció: «Este es un nombramiento muy importante para el departamento. Stuart aporta experiencia como entrenador de la Premiership y también es uno de los entrenadores que ha logrado la calificación Elite Coaching Level 5». Leeds Tykes se molestó con la RFU porque ésta no les aviso tempranamente de la designación.
Como debía desarrollar rugbistas jóvenes, entrenó a los England Saxons durante la Copa Churchill y ganó la edición de 2008 con sólidas victorias sobre los Estados Unidos, los Ireland Wolfhounds y Escocia A. Repitió la hazaña en la Copa Churchill 2010, ganando sus dos partidos y la final ante Canadá. Logró hacerlo de nuevo en la Copa Churchill 2011, esta vez con un triunfo contra Tonga.

### Rosa

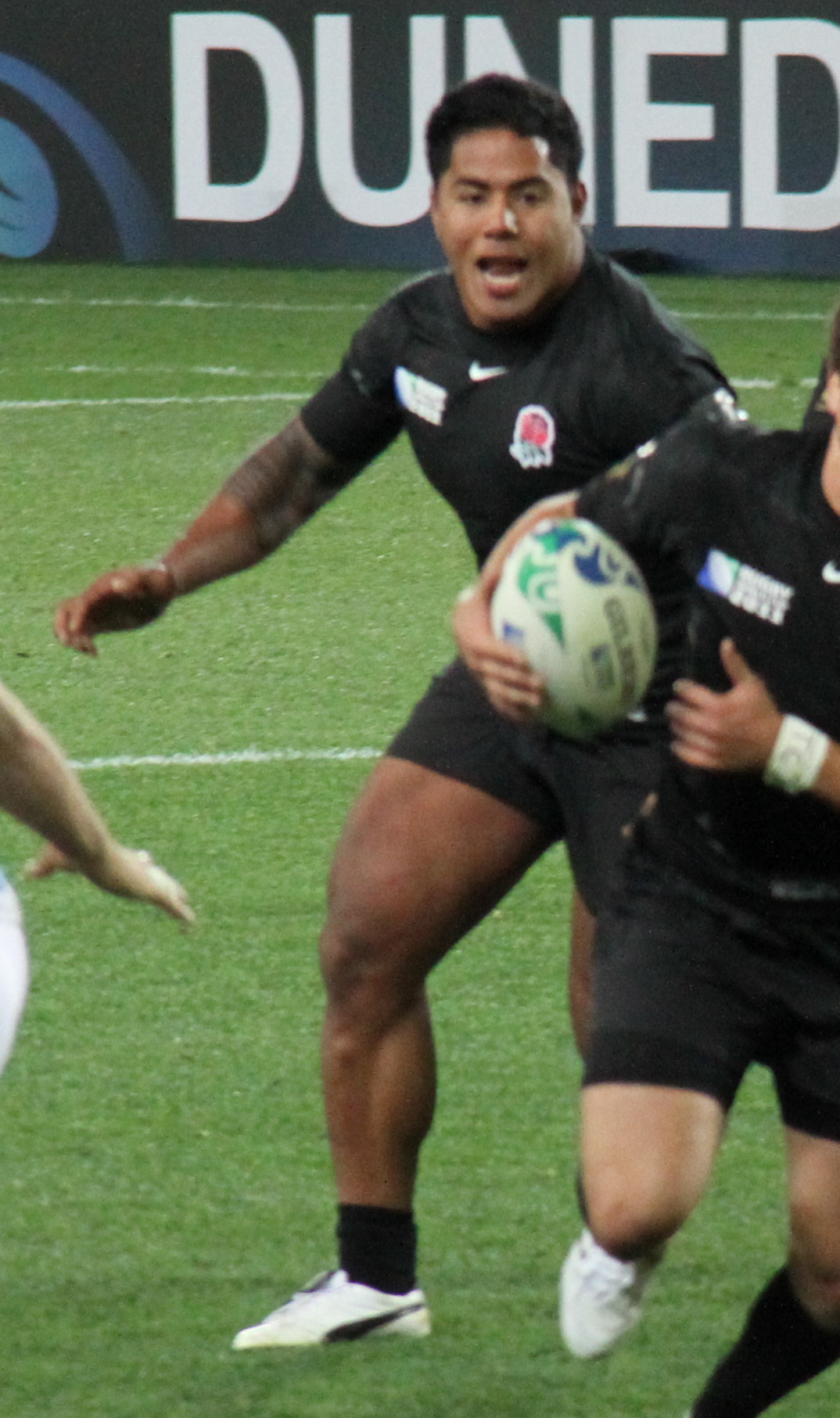
Lancaster excluyó a Manu Tuilagi de la selección.

Tras la renuncia de Martin Johnson luego del fracaso en el Mundial de Nueva Zelanda 2011, la RFU lo nombró entrenador interino y continuó buscando «un técnico más experimentado»; como el neozelandés Wayne Smith y el sudafricano Nick Mallett; seriamente considerados. Finalmente, luego de un segundo puesto en el Torneo de las Seis Naciones 2012, Lancaster fue confirmado y se le permitió mantener a sus asistentes Andy Farrell y Graham Rowntree.
En su primera entrevista, anunció que exigiría a sus convocados ser «buenos modelos a seguir» y excluyó por esta política a Danny Care y Manu Tuilagi. La exclusión de Tuilagi fue duramente criticada por tratarse del mejor centro inglés en aquella época.
En las pruebas de mitad de año 2012 la Rosa perdió 22–17 contra los Springboks. Durante las pruebas de fin de año los ingleses sufrieron derrotas estrechas ante los Wallabies, nuevamente Sudáfrica y triunfaron por séptima vez en la historia sobre los All Blacks; reinantes campeones mundiales.
Inglaterra resultó subcampeona del Seis Naciones 2013, obteniendo la primera victoria en Irlanda sobre el Trébol en diez años y cayendo en la prueba final contra los Dragones rojos del neozelandés Warren Gatland. La crítica se hizo sobre la formación de la tercera línea, que era muy inferior contra la galesa: Taulupe Faletau, Justin Tipuric y Sam Warburton. Dos años después, el Torneo de las Seis Naciones 2015 acabó en un cuarto subcampeonato consecutivo y Lancaster fue aplaudido por la victoria contra Gales en el Estadio Milennium.

### Mundial de 2015
La Copa Mundial de 2015 fue en la historia la peor actuación inglesa. La Rosa se convirtió en el primer equipo campeón mundial y también el primer anfitrión, en ser eliminado en la fase de grupos del torneo. El juego inconsistente del centro fue el principal problema del que se culpó ferozmente a Lancaster.
Haberle dado la titularidad a Sam Burgess, un reciente jugador de rugby league y de centro; pese a que su club (Bath Rugby) lo había desarrollado como ala, fue visto como una total contradicción a su política de no seleccionar a jugadores inexperimentados. Burgess abandonó el rugby union y regresó a League poco después, cansado de las críticas a su nivel.
Finalmente, el 11 de noviembre de 2015 Lancaster anunció su renuncia y asumió toda la responsabilidad por el desempeño de la selección durante el mundial.

## Palmarés
- Campeón de la Copa Churchill de 2008, 2010 y 2011.
- Campeón de la RFU Championship de 2006–07
- Campeón de la Copa Yorkshire de 1990 y 1998.

| Predecesor: Martin Johnson | Entrenador de Inglaterra 2011 − 2015 | Sucesor: Eddie Jones |